# 驷马镇
驷马镇，是中华人民共和国四川省巴中市平昌县下辖的一个乡镇级行政单位。2020年5月，撤销双鹿乡，将原双鹿乡大鹿村、潘桥村、大庙垭村、文明村、小鹿村所属行政区域划归驷马镇管辖。

## 行政区划
驷马镇下辖以下地区：
驷马社区、雷山社区、高升社区、龙台村、桃花村、鲜花村、插旗村、民众村、天生村、桃园村、双城村、辉煌村、金坪村、陇山村、群英村、柿园村、五丰村、创举村、当先村、元峰村、革新村、火星村、上游村和雷鸣村。